# وولفرام لو
وولفرام لو (بالألمانية: Wolfram Löwe)‏ مواليد 14 مايو 1945 في ماركرانشتيت، ألمانيا، هو لاعب كرة قدم ألماني دولي سابق كان يلعب كمهاجم. سبق له أن لعب في كأس العالم لكرة القدم مع منتخب بلاده. فاز بميدالية أوليمبية في مسابقة كرة القدم.

## المسيرة الاحترافية

### أندية لعب لها
- لوكوموتيف لايبزيغ

## روابط خارجية
- وولفرام لو على موقع الاتحاد الدولي (مؤرشف)  (الإنجليزية)
- وولفرام لو على موقع الاتحاد الأوربي (الإنجليزية)
- وولفرام لو على موقع قاعدة بيانات كرة القدم.إي يو (الإنجليزية)
- وولفرام لو على موقع بيانات كرة القدم. دي إي (الألمانية)
- وولفرام لو على موقع ناشيونال فوتبول تيمز (الإنجليزية)
- وولفرام لو على موقع عالم كرة القدم.نت (الإنجليزية)
- وولفرام لو على موقع أوليمبيديا (الإنجليزية)